# Cairo (Oregon)
Cairo az Amerikai Egyesült Államok északnyugati részén, Oregon állam Malheur megyéjében, a U.S. Route 20 és 26, valamint az Oregon Route 201 közös szakasza mentén elhelyezkedő önkormányzat nélküli település.
Egykor erre haladt az Oregon Short Line Railroad vasútvonala. A Cairo Junctionben fekvő általános iskola 1956-ban épült.

## Fordítás
- Ez a szócikk részben vagy egészben  a   Cairo, Oregon című angol Wikipédia-szócikk ezen változatának fordításán alapul.  Az eredeti cikk szerkesztőit annak laptörténete sorolja fel. Ez a jelzés csupán a megfogalmazás eredetét és a szerzői jogokat jelzi, nem szolgál a cikkben szereplő információk forrásmegjelöléseként.